# Lubecz
Lubecz lub Lubiacz (ukr. Любеч) – miasto na Ukrainie, nad rzeką Dniepr i Użyk, obwód czernihowski, od zachodniej strony przy granicy z Białorusią. Był miastem królewskim Rzeczypospolitej Obojga Narodów.

## Historia
Lubecz to jedno z najstarszych miast na terenie Ukrainy, pierwsza wzmianka historyczna z roku 882, kiedy to książę Rusi Nowogrodzkiej, Oleg Mądry w czasie wyprawy na Kijów zajął gród i ustanowił w nim swoje rządy. W latach 1024–1036 i 1054–1239 Lubecz wchodził w skład księstwa czernihowskiego. W roku 1097 w Lubeczu odbył się zjazd książąt ruskich z udziałem Włodzimierza Monomacha oraz Wasyla Rościsławowica. Na zjeździe omawiano plany obronne przed najazdami tatarskich plemion Kumanów.
Od II poł. XIV w. do 1503 Lubecz znajdował się w granicach Wielkiego Księstwa Litewskiego, starostwo starodubowskie. Następnie Lubecz należał do Carstwa Moskiewskiego. Po wojnie polsko-rosyjskiej zakończonej Rozejmem w Dywilinie, w latach 1618–1667 w granicach Korony Królestwa Polskiego i Rzeczypospolitej, województwo kijowskie, starostwo lubeckie i łojowskie. Lubecz należał do dóbr królewskich. W okresie panowania króla Jana Kazimierza miasto dzierżawili książęta Radziwiłłowie oraz ks. Tyszkiewiczowie. W roku 1623 Lubecz otrzymał prawa miejskie magdeburskie, od roku 1635 w składzie województwa czernihowskiego.
W 1646 roku Sejm zdecydował, że Lubecz wraz z Łojowem zostaną przyłączone do Wielkiego Księstwa Litewskiego do czasu odzyskania przez WKL Trubecka, który król Władysław IV Waza przekazał dobrowolnie Moskwie w 1644 roku w zamian za sojusz przeciw Turcji.
W 1648 roku zdobyli go Kozacy, ale odzyskał go hetman Janusz Radziwiłł. Następnie ponownie zajęty przez Kozaków, ale po II bitwie pod Łojowem w lipcu 1651 roku załoga kozacka uciekła z miasta i Lubecz został 8 lipca odzyskany przez Janusza Radziwiłła.

### Obrona Lubecza
W Lubeczu hetman polny pozostawił silny, liczący ok. 3 tys. żołnierzy, garnizon, którego trzon stanowił regiment pieszy księcia Franciszka Hermana Sachsen-Lauenburga. Dowództwo nad nim otrzymał porucznik husarski Maciej Frąckiewicz Radzimiński. Oddziały pozostawione w Lubeczu miały przede wszystkim ubezpieczać jedyne dogodne połączenie pomiędzy północną Ukrainą a Wielkim Księstwem Litewskim, a także przeciwstawiać się działaniom pułków kozackich z lewego brzegu Dniepru. Po ugodzie pod Białą Cerkwią oddziały litewskie pozostawione w Lubeczu zostały odblokowane, ponieważ od kilku tygodni musiały odpierać coraz gwałtowniejsze ataki Kozaków z pułku czernihowskiego. Otoczyli oni na tyle ścisłym pierścieniem blokady bronione przez Litwinów szańce, usypane na tzw. Łysej Górze, że jak donosił Janusz Kiszka ich nasi z wału ictu (uderzeniem) kamienia dosięgnąć mogą (...) powietrze (choroby) panuje między nimi (obrońcami) i głód się wzmaga, a na ostatek i wody są odjęte, a zaczynało im też brakować prochu i ołowiu.
W rozpoczęciu kolejnego etapu Powstania Chmielnickiego zostało spalone przez Kozaków i opisane jako „puste”.
Przyłączony do Rosji w 1667 według postanowień rozejmu andruszowskiego, potwierdzonych pokojem Grzymułtowskiego w 1686.
Od roku 1801 w guberni czernihowskiej, powiat horodnicki. W roku 1876 miasto liczyło 459 domów oraz 2091 mieszkańców. W latach 1922–1991 należał do Ukraińskiej SRR, od roku 1932 w obwodzie czernihowskim, od 1991 należy do Ukrainy. Uświęcając wydarzenia Lubeckiego zjazdu w 1997 roku został odsłonięty brązowy pomnik autorstwa Gennadija Jerszowa, ukazujący sylwetki książąt oraz mnicha sprzed 900 lat.

## Znani

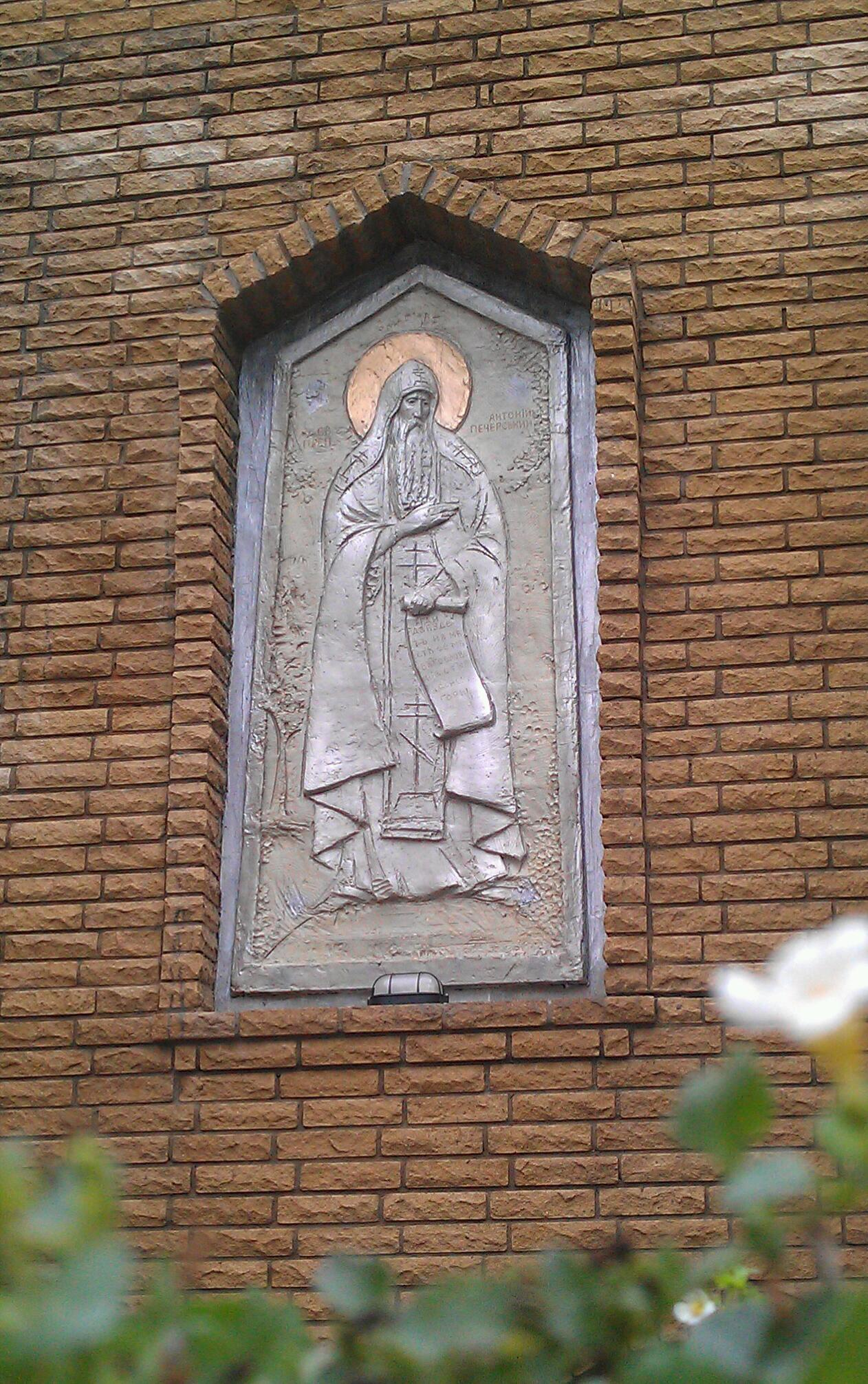
Św. Antoni Pieczerski (autor: G. Jerszow)

- urodzony w Lubeczu Antypas – Antoni Pieczerski (983–1073), św. Kościoła obrządku wschodniego
- książę Andrzej Wiśniowiecki, zm. 1584, starosta lubecki
- książę Paweł Sapieha, zm. 1580, starosta lubecki
- książę Michał Wiśniowiecki, zm. 1584, starosta lubecki
- książę Aleksander Wiśniowiecki, zm. 1594, starosta lubecki
- Mikołaj Abramowicz, zm. 1651, wojewoda trocki